# Beddomeia angulata
Beddomeia angulata é uma espécie de gastrópode  da família Hydrobiidae.
É endémica da Austrália.